# Tanumafili II.
Malietoa Tanumafili II. GCMG, DCNZM, CBE (* 4. Januar 1913 auf Samoa; † 11. Mai 2007 in Apia, Samoa) war eines der wichtigsten Oberhäupter und Staatschef (O le Ao o le Malo) Samoas. Er stammte von Samoas vier fürstlichen Familien (Aiga Tupu) ab und hatte einen der wichtigsten Titel inne: Malietoa.

## Leben
Tanumafili II. wurde als drittes Kind von Malietoa Tanumafili I. und dessen Frau Momoe Lupeuluiva Meleisea geboren. 1933 wurde er Ehrenmitglied der Burschenschaft Prussia Berlin. Nach dem Tod seines Vaters 1939 wurde er 1940 Häuptling (Matai) von Samoa, das damals noch zu Neuseeland gehörte.
Nach Samoas Unabhängigkeit am 1. Januar 1962 war er gemeinsam mit Tupua Tamasese Mea'ole Staatsoberhaupt. Als Letzterer am 5. April 1963 starb, wurde er alleiniges Staatsoberhaupt. Ab August 2005 war Tanumafili II. der am drittlängsten amtierende Monarch der Erde, nach Rama IX. und Elisabeth II. und bis zu seinem Tod war er das älteste Staatsoberhaupt der Erde.
Tanumafili II. war Anhänger des Bahai-Glaubens und damit der zweite Monarch nach Königin Maria von Rumänien, der dieser Religion angehörte. Das von Hossein Amanat entworfene Haus der Andacht in Samoa, acht Kilometer von der Landeshauptstadt Apia entfernt, wurde von ihm 1984 eingeweiht.
Er verstarb am 11. Mai 2007 im Alter von 94 Jahren in einem Krankenhaus in der Hauptstadt Apia und hinterließ nach seinem Tode zwei Söhne und zwei Töchter; seine Frau Lili Tunu starb bereits 1986. Die neuseeländische Premierministerin Helen Clark schrieb in ihrem Kondolenzschreiben Malietoa Tanumafili habe „mit Weisheit und Humor geherrscht“.
Auf dem internationalen Parkett galt Tanumafili II. als feste Größe. Auch sind über ihn keine Exzesse oder Skandale wie über Tongas König George Tupou V. bekannt. Nicht zuletzt dank der als besonnen geltenden Politik Tanumafilis II., welche die demokratische Regierungsform mit traditionellen Herrschaftselementen kombiniert hat, gilt Samoa heute als Garant für Stabilität im Pazifik.
Nach einer über einen Monat dauernden Vakanz des Amts des Staatsoberhaupts wurde Tupuola Taisi Tufuga Efi vom Parlament zu seinem Nachfolger gewählt, er trat sein Amt am 20. Juni 2007 an. Anders als bei Tanumafili II. werden die Staatsoberhäupter nun alle fünf Jahre neu gewählt.

## Auszeichnungen
- Knight Grand Cross des Order of St. Michael and St. George (GCMG)[8]
- Commander des Order of the British Empire (CBE)
- Distinguished Companion des New Zealand Order of Merit (DCNZM)[9]